# Trabuquet
Un trabuquet, o trabuc, era una màquina de guerra usada en els setges de ciutats emmurallades i castells durant l'edat mitjana. En l'edat mitjana es diferenciava entre fonèvol, manganell i almanjanec, sent totes elles semblants. El seu funcionament consisteix en una biga giratòria, en un extrem de la qual hom posava el projectil, que era llançat per l'acció d'un contrapès més gros lligat a l'altre extrem. Eren màquines que calia desmuntar, transportar i muntar cada vegada que calia assaltar un castell, i calien uns quants homes per fer-les funcionar i protegir.
Es va inventar a la Xina entre el segle v aC i el segle III aC, i foren usats per Abd-al-Màlik ibn Mughith el 793 en la seva campanya que assetjà Girona i Narbona., i pels francs en la conquesta de Barshiluna i els setges de Turtuixa del 808 i el Turtuixa del 809.
El fonèvol era un trabuquet de dimensions més petites i de menor poder ofensiu. Els fonèvols construïts a Osca van ajudar a Jaume el Conqueridor en la conquesta del Regne de València i de les conquesta de Mallorca, i anys més tard, Ferran d'Antequera els va usar en el Setge de Balaguer durant la Revolta del comte d'Urgell.
L'almanjanec consistia en una palanca de braços desiguals sostinguda per dues cuixeres, que en una punta duia el contrapès i en l'altre una fona amb el projectil a llençar.